# 9132 Walteranderson
A 9132 Walteranderson (ideiglenes jelöléssel 2821 P-L) a Naprendszer kisbolygóövében található aszteroida. Cornelis Johannes van Houten, Ingrid van Houten-Groeneveld és Tom Gehrels fedezte fel 1960. szeptember 24-én.